# Новое Тоскаево
Новое Таскаево (чув. Çӗнӗ Тускел) — опустевший поселок в Яльчикском районе Чувашской Республики. Входит в состав Малотаябинского сельского поселения.

## География
Находится в восточной части Чувашии на расстоянии приблизительно 11 км на север по прямой от районного центра села Яльчики на границе с республикой Татарстан.

## История
Образован в 1928 переселенцами из деревни Тоскаево. Здесь было учтено: в 1928 — 35 человек, в 1939 — 78 жителей, 1979 — 38 жителей. В 2002 году еще оставался 1 двор. В период коллективизации был образован колхоз «Ново-Тоскаево», в 2010 году функционировало ООО «Звезда».

## Население
Население не было учтено как в 2002 году, так и в 2010.